# La Chapelle-Onzerain
 La Chapelle-Onzerain  es una población y comuna francesa, situada en la región de Centro, departamento de Loiret, en el distrito de Orléans y cantón de Patay.

## Demografía
| 110 | 83 | 89 | 73 | 77 | 90 |
| Para los censos de 1962 a 1999 la población legal corresponde a la población sin duplicidades (Fuente: INSEE [Consultar]) |    |    |    |    |    |

## Administración
Aunque no pertenece a ninguna mancomunidad de comunas, está adherida a los siguientes sintidcatos intercomunales [http://www.loiret.sit.gouv.fr/Aspic2/asvi2Commune-003-Intercom.php?IdCommune=70 (enlace roto disponible en Internet Archive; véase el historial, la primera versión y la última).]:
- SMIRTOM de la région d'Artenay
- Syndicat de gestion collège de Patay
- Syndicat de transports scol. collège de Patay
- Syndicat Mixte du Pays Loire Beauce
- Syndicat d'étude et recherche eau potable de Villamblain / Chapelle-Onzerain / Villeneuve-sur-Conie(SEREP)
- Syndicat d'organisation et gestion bibliothèque de Patay
- Syndicat de regroupement pédagogique de PATAY
- Syndicat de gestion du SPANC du canton de Patay